# Antoon Derkinderen

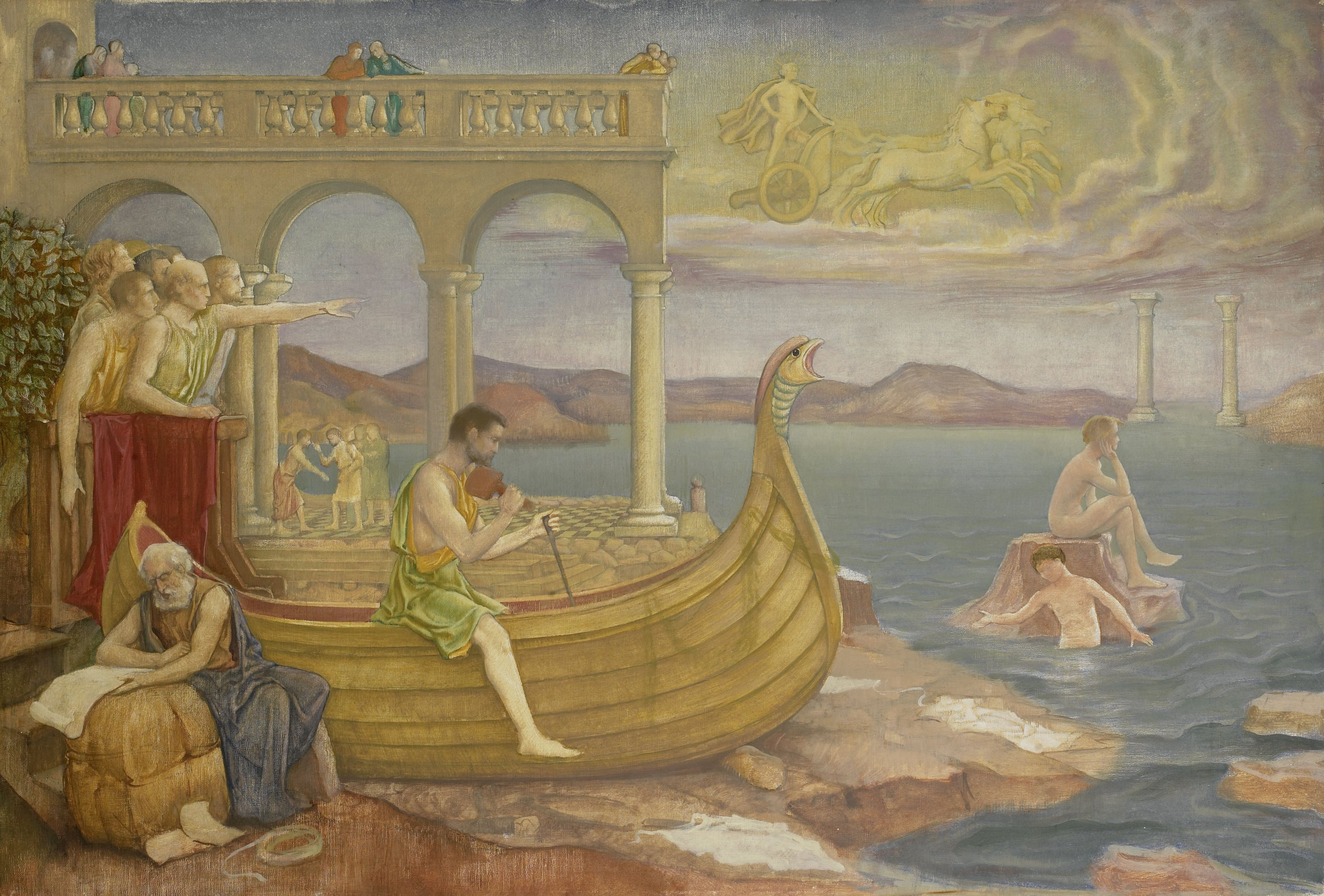
Der Bau von „Argo“

Antonius Johannes (Antoon) Derkinderen (* 20. Dezember 1859 in Den Bosch; † 2. November 1925 in Amsterdam)  war ein niederländischer Genre- und Porträtmaler sowie Illustrator und Kunstpädagoge.
Derkinderen studierte von 1878 bis 1880 in Den Bosch an der Koninklijke School voor Nuttige en Beeldende Kunsten bei Jean Theodore Stracké.
Von 1880 bis 1882 setzte er sein Studium an der Rijksakademie van beeldende kunsten in Amsterdam bei August Allebé fort. Er war 1881 eines der ersten Mitglieder der Kunstenaarsvereniging Sint Lucas.
Von 1882 bis 1883 studierte er gemeinsam mit Jan Toorop an der Tekenakademie (Brussel) bei Jean-François Portaels. Bis 1890 blieb Derkinderen in Brüssel, wo er eine Malschule zu gründen versuchte, danach ließ er sich in der Künstlerkolonie Laren (Noord-Holland) nieder. 
1907 ging Derkinderen nach Amsterdam, wo er zum Direktor der Rijksacademie ernannt wurde, eine Position, die er bis 1925 innehatte. Er war Mitglied von „Arti et Amicitiae“ und der „L’Essor“-Ausstellungsgesellschaft. Neben der Malerei beschäftigte er sich mit der Buchgrafik.
1927 erschienen postum seine Kindheitserinnerungen unter dem Titel: „De jeugd van Antoon der Kinderen door hemzelf beschreven anno 1892“ (Die Jugend von Antoon der Children, 1892 von ihm selbst beschrieben); das Buch enthielt ein Porträt von ihm, ein Werk seiner Schülerin Debora Duyvis (1886–1974).